# Pickoff

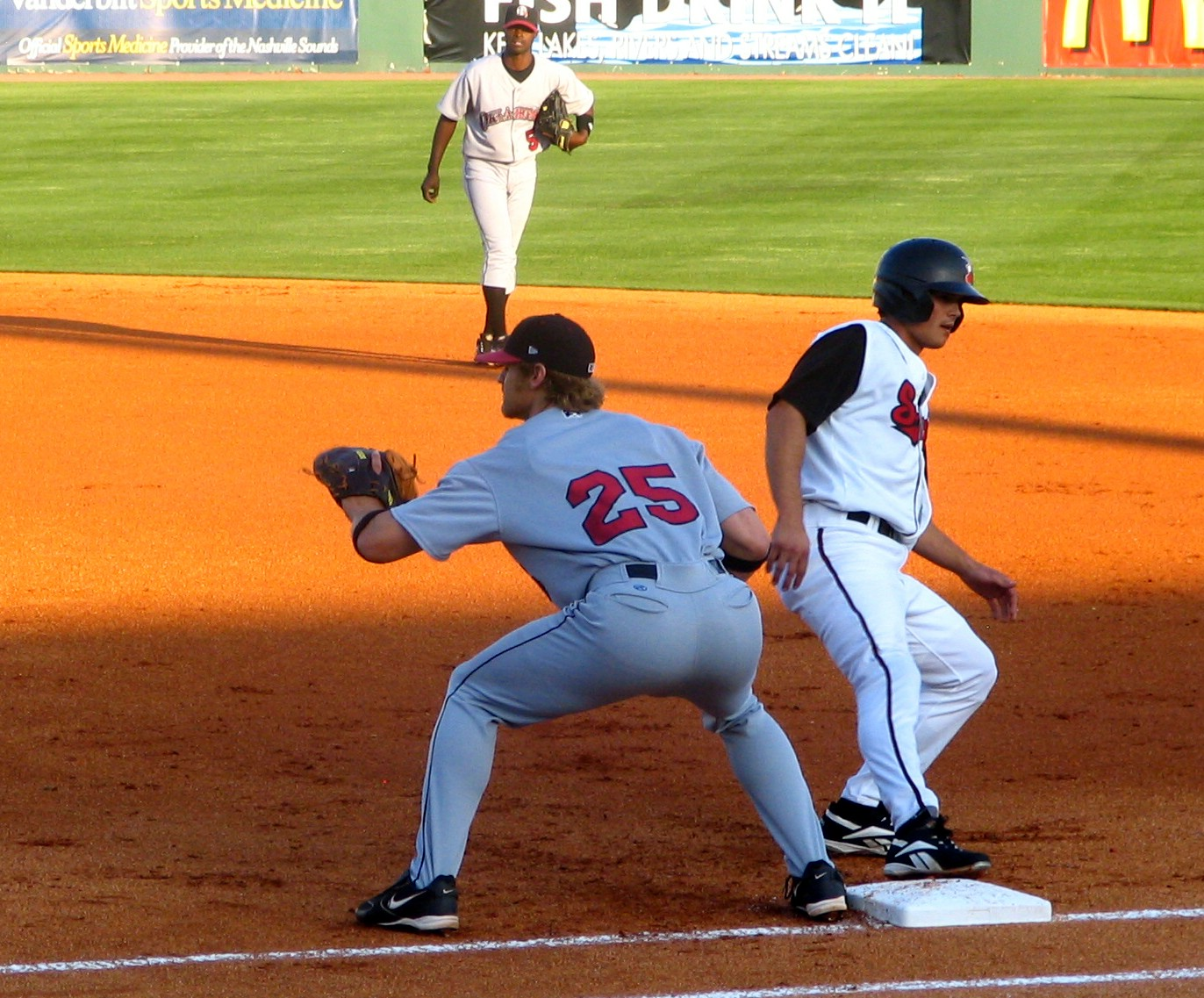
Il corridore tocca la prima base per evitare il pickoff

Nel gioco del baseball, il pickoff è una tecnica difensiva con la quale il lanciatore cerca di eliminare un corridore avversario quando questi si stacca dal cuscino della base in cui è arrivato, nel tentativo di "rubare" la base successiva, o comunque cerca di non concedere troppo vantaggio a corridori avversari veloci che cercano di avanzare. Tipicamente, il pickoff coinvolge il lanciatore e il prima base o il seconda base. Quando è il ricevitore a tentare l'eliminazione del corridore, non si tratta di un pickoff tipico, quanto di un'azione difensiva atta a prevenire una base rubata. 
Se ben eseguito, il pickoff porta all'eliminazione del corridore, mentre un lancio non particolarmente ben fatto, o una cattiva ricezione del difensore, porta all'effetto contrario, quello di concedere un facile avanzamento all'attaccante.

## Esecuzione del pickoff
Il termine pickoff deriva dal relativo verbo, che significa "cogliere fuori" (dalla base), cioè cogliere il corridore non a contatto con la base in cui deve trovarsi. Infatti, prima che la palla venga messa in gioco dal lanciatore, il corridore è obbligato a mantenere il contatto con almeno un piede con la base in cui è arrivato nel corso del gioco: può staccarsi da essa solo quando la palla viene colpita dal proprio compagno in battuta e termina in territorio valido. Anche in caso di battute profonde, destinate ad essere prese al volo in campo esterno, il corridore può lasciare il contatto con la base solo dopo che la palla è stata catturata e viene rilanciata verso il campo interno.
In tutte le occasioni in cui il corridore cerca invece di anticipare l'azione difensiva, ad esempio correndo verso la base successiva appena il battitore colpisce la palla, o cercando di rubare la base successiva prima che il lancio arrivi a casa base, lo stesso può essere eliminato dal difensore, che con la palla nel guantone deve toccarlo ("tagout") prima che riesca a ristabilire un contatto con la base sulla quale doveva trovarsi.
In particolare, nelle situazioni di palla battuta in profondità e colta al volo da un esterno, il corridore che era avanzato deve correre indietro fino alla base da dove era partito prima che la palla vi ritorni, mentre nei tentativi di pickoff, se si era staccato di alcuni passi dal cuscino della base, deve ritornarvi, spesso con un tuffo, prima che il lanciatore passi la palla al difensore e questo effettui il tagout.
La tecnica del pickoff viene spesso adottata dai lanciatori contro giocatori avversari particolarmente veloci, soprattutto contro i cosiddetti "leadoff hitter", cioè i giocatori che battono per primi nell'ordine di battuta, proprio in considerazione del fatto che, grazie alla loro velocità, hanno buone possibilità di rubare la seconda base dopo aver battuto anche un singolo. Ripetuti lanci verso il cuscino della prima base possono infine convincere il corridore, provato magari da vari tuffi che ha dovuto compiere per recuperare la base, ad assumere una posizione meno aggressiva nel suo tentativo di ottenere la "rubata".
Per la naturale posizione che assumono mentre stanno per eseguire un lancio (stance), i lanciatori mancini sono avvantaggiati su quelli destri nell'esecuzione di un pickoff verso la prima base, perché fino alla fine possono controllare direttamente le mosse del corridore, e non sono obbligati a una torsione del busto se devono lanciare la palla verso la base stessa, causa questa di molti lanci malriusciti che si trasformano in facili occasioni di basi rubate per i corridori avversari.